# Concours Eurovision de la chanson 1996
- Pays participants
- Pays éliminés lors de la présélection
- Pays ayant participé dans le passé

Dublin 1995 Dublin 1997
Le Concours Eurovision de la chanson 1996 fut la quarante-et-unième édition du concours. Il se déroula le samedi 18 mai 1996, à Oslo, en Norvège. Il fut remporté par l’Irlande, avec la chanson The Voice, interprétée par Eimear Quinn. La Norvège, pays hôte, termina deuxième et la Suède, troisième.

## Présélection
La question du nombre de pays candidats se posa avec encore plus d’acuité en 1996. Au total, trente pays souhaitèrent concourir, alors que l’UER limitait toujours à vingt-trois le nombre de places en finale. Le système de relégation, employé l’année précédente, fut mis de côté, notamment à la demande de l’Allemagne. En effet, le pays avait terminé à la dernière place de l’édition 1995 et aurait été immanquablement relégué en 1996.
L’UER décida d’en revenir à un système de présélection, option employée pour la première fois en 1993 avec Kvalifikacija za Millstreet. Seul le pays hôte, la Norvège, obtint une qualification automatique pour la finale. Les vingt-neuf autres pays durent passer par une présélection.
Cette présélection fut une présélection audio : il n’y eut d’elle aucune retransmission télévisée. Il n’y eut pas non plus de prestation des chansons, en direct, avec un orchestre. Les mercredi 27 et jeudi 28 mars 1996, le panel des jurys nationaux se réunit pour écouter les enregistrements des vingt-neuf morceaux en compétition. Ils attribuèrent leurs résultats selon la méthode traditionnelle, accordant 1, 2, 3, 4, 5, 6, 7, 8, 10 et 12 points à leurs dix chansons favorites. Les résultats furent transmis à l’UER, le jeudi 28 mars. Les noms des pays qualifiés furent révélés lors du tirage au sort des ordres de passage, le vendredi 29 mars 1996. Initialement, les résultats détaillés ne devaient pas être publiés. Ils finirent cependant pas être révélés plus tard au grand public.
À l’issue de cette présélection, vingt-deux pays obtinrent leur qualification pour la finale et sept autres furent éliminés :  l’Allemagne, le Danemark, la Hongrie, Israël, la Macédoine, la Roumanie et la Russie. La Macédoine ne put ainsi pas faire ses débuts au Concours.

### Controverse
Cette méthode de présélection suscita immédiatement la controverse. Premièrement, sa procédure manquait de transparence : le vote demeurait secret et le grand public n’y avait aucun accès. Deuxièmement, elle s’avérait injuste pour certains pays qui se voyaient éliminés d’emblée, sans avoir eu la possibilité de présenter leur candidat face à l’Europe et au monde, alors qu’ils avaient parfois recouru à un processus de sélection interne, long et coûteux. Par conséquent, ce fut la seule fois où cette méthode de présélection fut employée. Le système des relégations fut réinstauré dès l’année suivante.

### Résultats
| Pays               | Artiste(s)                          | Chanson                                                                | Langue         | Place | Points |
| ------------------ | ----------------------------------- | ---------------------------------------------------------------------- | -------------- | ----- | ------ |
| Allemagne          | Leon                                | Planet of Blue                                                         | Allemand       | 24    | 24     |
| Autriche           | George Nussbaumer                   | Weil's dr guat got                                                     | Vorarlbergeois | 6     | 80     |
| Belgique           | Lisa del Bo                         | Liefde is een kaartspel                                                | Néerlandais    | 12    | 45     |
| Bosnie-Herzégovine | Amila Glamočak                      | Za našu ljubav                                                         | Bosnien        | 21    | 29     |
| Chypre             | Constantínos Christofórou           | Móno yia mas (Μόνο για μας)                                            | Grec           | 15    | 42     |
| Croatie            | Maja Blagdan                        | Sveta ljubav                                                           | Croate         | 19    | 30     |
| Danemark           | Dorthe Andersen & Martin Loft       | Kun med dig                                                            | Danois         | 25    | 22     |
| Espagne            | Antonio Carbonell                   | ¡Ay, qué deseo!                                                        | Espagnol       | 14    | 43     |
| Estonie            | Maarja-Liis Ilus & Ivo Linna        | Kaelakee hääl                                                          | Estonien       | 5     | 106    |
| Finlande           | Jasmine                             | Niin kaunis on taivas                                                  | Finnois        | 22    | 26     |
| France             | Dan Ar Braz & l'Héritage des Celtes | Diwanit bugale                                                         | Breton         | 11    | 55     |
| Grèce              | Mariánna Efstratíou                 | Emís foráme to himóna anixiátika (Εμείς φοράμε tο χειμώνα ανοιξιάτικα) | Grec           | 12    | 45     |
| Hongrie            | Gjon Delhusa                        | Fortuna                                                                | Hongrois       | 23    | 26     |
| Irlande            | Eimear Quinn                        | The Voice                                                              | Anglais        | 2     | 198    |
| Islande            | Anna Mjöll                          | Sjúbidú                                                                | Islandais      | 10    | 59     |
| Israël             | Galit Bell                          | Shalom Olam (שלום עולם)                                                | Hébreu         | 28    | 12     |
| Macédoine          | Kaliopi                             | Samo ti (Само ти)                                                      | Macédonien     | 26    | 14     |
| Malte              | Miriam Christine                    | In a Woman's Heart                                                     | Anglais        | 4     | 138    |
| Pays-Bas           | Maxine & Franklin Brown             | De eerste keer                                                         | Néerlandais    | 9     | 63     |
| Pologne            | Kasia Kowalska                      | Chcę znać swój grzech                                                  | Polonais       | 15    | 42     |
| Portugal           | Lúcia Moniz                         | O meu coração não tem cor                                              | Portugais      | 18    | 32     |
| Roumanie           | Monica Anghel & Sincron             | Rugă pentru pacea lumii                                                | Roumain        | 29    | 11     |
| Royaume-Uni        | Gina G                              | Ooh Aah... Just a Little Bit                                           | Anglais        | 3     | 153    |
| Russie             | Andrej Kosinskij                    | Ja eto ja (Я это я)                                                    | Russe          | 26    | 14     |
| Slovaquie          | Marcel Palonder                     | Kým nás máš                                                            | Slovaque       | 17    | 36     |
| Slovénie           | Regina                              | Dan najlepših sanj                                                     | Slovène        | 19    | 30     |
| Suède              | One More Time                       | Den vilda                                                              | Suédois        | 1     | 227    |
| Suisse             | Kathy Leander                       | Mon cœur l'aime                                                        | Français       | 8     | 67     |
| Turquie            | Şebnem Paker                        | Beçinsi mevsim                                                         | Turc           | 7     | 69     |

### Non-qualification de l’Allemagne
Ce fut la seule et unique fois que l’Allemagne ne participa pas à une finale du concours. Cette absence suscita un vif mécontentement du chef de la télévision publique allemande et ne manqua pas de poser un problème capital à l’UER. En effet, l’Allemagne était (et demeure toujours) le premier contributeur financier de l’Union et du concours. Le risque de pertes financières récurrentes et de diminutions d’audience importantes mènera finalement l’UER à créer un statut particulier pour ses cinq contributeurs principaux (l’Allemagne, l’Espagne, la France, l’Italie et le Royaume-Uni). Ceux-ci, connus désormais sous le nom de « Big Five », reçurent la garantie d’une place automatique en finale.

## Organisation
La Norvège, qui avait remporté l'édition 1995, se chargea de l’organisation de l’édition 1996.

## Pays participants
Vingt-trois pays participèrent à la finale du quarante-et-unième concours.
Ayant passé l’épreuve de la présélection, l’Estonie, la Finlande, les Pays-Bas, la Slovaquie et la Suisse firent leur retour. En revanche, l’Allemagne, le Danemark, la Hongrie, Israël et la Russie durent se retirer.

## Format

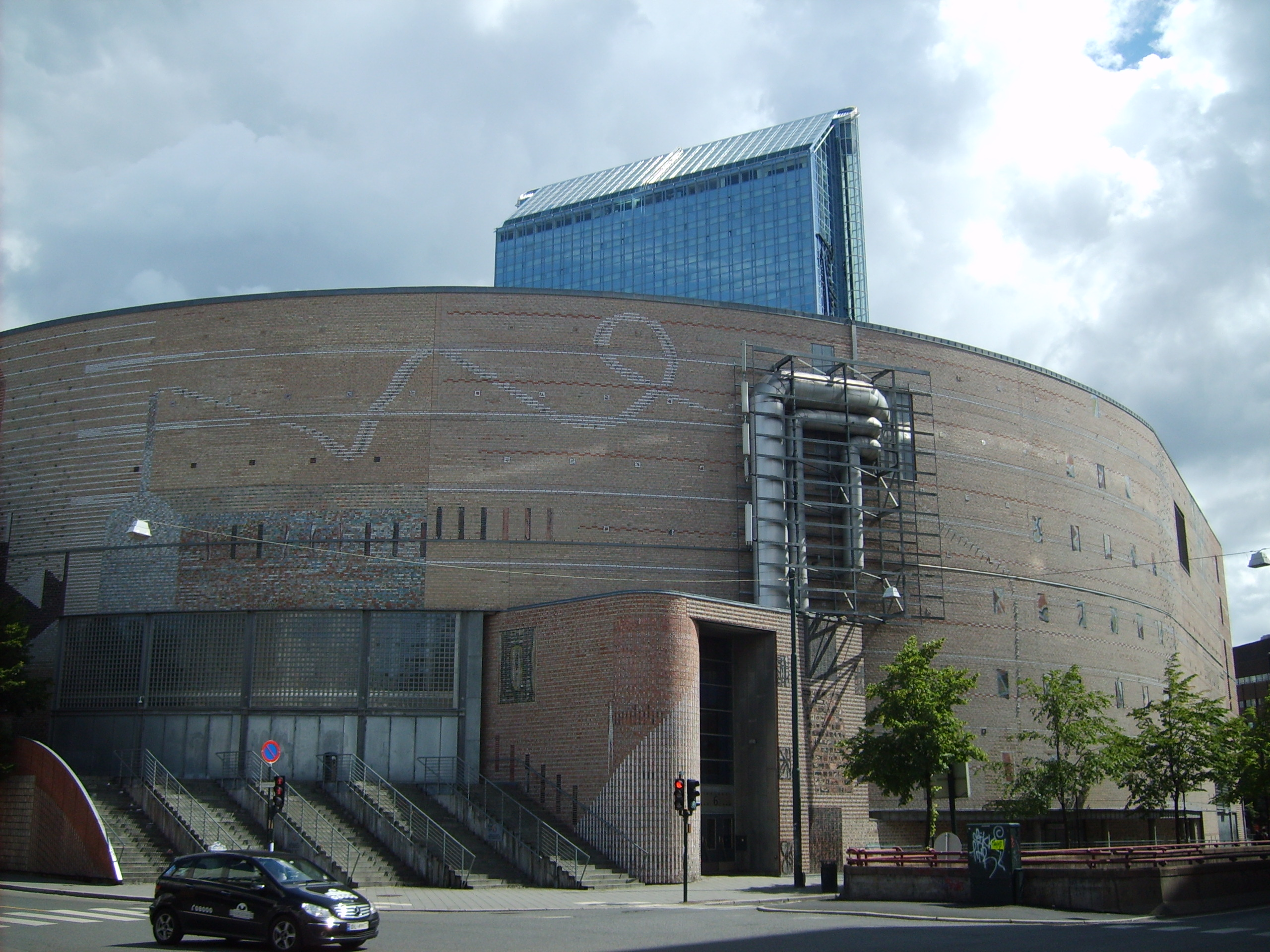
LOslo Spektrum, à Oslo.

Le concours eut lieu au Oslo Spektrum, à Oslo, salle omnisports inaugurée en 1990.
La scène consistait en un vaste podium de trois niveaux, aux contours irréguliers. Deux escaliers métalliques de part et d’autre permettaient d’y accéder. La décoration comportait un bandeau grillagé supporté par des piliers lumineux et surtout un vaste ensemble d’échafaudages et d’éléments métalliques mobiles. L’ensemble symbolisait un puits de pétrole, principale ressource naturelle de la Norvège.
Le programme dura près de trois heures et sept minutes.
L'orchestre fut dirigé par Frode Thingnæs. Il prit place à gauche de la scène.
Était présente dans la salle, la reine de Norvège, Sonja.

## Présentateurs
Les présentateurs de la soirée furent Ingvild Bryn et Morten Harket. Ils s’exprimèrent principalement en norvégien et en anglais, plus rarement en français.
Morten Harket était le chanteur du groupe norvégien a-ha. Il hésita longuement avant d’accepter le rôle de présentateur et ne l’endossa qu’après avoir reçu l’assurance de pouvoir interpréter son nouveau single en ouverture.

## Ouverture
L’ouverture du concours débuta par une vidéo rappelant le passé viking et conquérant de la Norvège. La caméra montra ensuite des vues aériennes d’Oslo, la nuit.
Morten Harket apparut alors à l’écran et interpréta Heaven Is Not for Saints. À la fin de sa prestation, il salua l’orchestre et son chef, Frode Thingnæs. Ingvild Bryn fit à son tour son entrée en scène et ensemble, ils firent les présentations d’usage. Ils saluèrent tous les pays participants dans leur langue nationale. Ils conclurent en mentionnant la procédure de présélection et en énumérant les pays non qualifiés.

## Cartes postales
Les cartes postales étaient des vidéos comportant trois parties. Dans la première, les artistes étaient montrés chez eux, parmi leur famille et leurs amis. Dans la deuxième, étaient présentés de nombreux aspects de la Norvège contemporaine. Dans la troisième, apparaissait une personnalité officielle du pays participant qui souhaitait bonne chance à l’artiste, dans sa langue nationale.
| Ordre | Pays               | Personnalité               | Titre                           |
| ----- | ------------------ | -------------------------- | ------------------------------- |
| 01    | Turquie            | Süleyman Demirel           | Président                       |
| 02    | Royaume-Uni        | Virginia Bottomley         | Secrétaire d’État au Patrimoine |
| 03    | Espagne            | Alberto Escudero Claramunt | Ambassadeur en Norvège          |
| 04    | Portugal           | António Guterres           | Premier Ministre                |
| 05    | Chypre             | Glafkos Klerides           | Président                       |
| 06    | Malte              | Edward Fenech Adami        | Premier Ministre                |
| 07    | Croatie            | Zlatko Mateša              | Premier Ministre                |
| 08    | Autriche           | Elisabeth Gehrer           | Ministre fédérale de la Culture |
| 09    | Suisse             | Michel Coquoz              | Chargé d’affaires en Norvège    |
| 10    | Grèce              | Caterína Dimaki            | Chargée d’affaires en Norvège   |
| 11    | Estonie            | Tiit Vähi                  | Premier Ministre                |
| 12    | Norvège            | Gro Harlem Brundtland      | Premier Ministre                |
| 13    | France             | Philippe Douste-Blazy      | Ministre de la Culture          |
| 14    | Slovénie           | Milan Kučan                | Président                       |
| 15    | Pays-Bas           | Aad Nuis                   | Secrétaire d’État à la Culture  |
| 16    | Belgique           | Luc Van den Brande         | Ministre-président flamand      |
| 17    | Irlande            | John Bruton                | Premier Ministre                |
| 18    | Finlande           | Riitta Uosukainen          | Présidente du Parlement         |
| 19    | Islande            | Davíð Oddsson              | Premier Ministre                |
| 20    | Pologne            | Aleksander Kwaśniewski     | Président                       |
| 21    | Bosnie-Herzégovine | Alija Izetbegović          | Président                       |
| 22    | Slovaquie          | Vladimír Mečiar            | Premier Ministre                |
| 23    | Suède              | Göran Persson              | Premier Ministre                |

## Chansons
Vingt-trois  chansons concoururent pour la victoire. Pour la toute première fois, chaque prestation bénéficia d’un effet numérique différent, visant à la mettre en valeur.
La représentante anglaise, Gina G, porta une robe métallique créée par Paco Rabanne. Cette robe était destinée à l’origine à Cher, qui la refusa. Gina G la reprit et la fit transformer en minijupe. Sa chanson, Ooh Aah… Just a Little Bit, devint numéro un des ventes de disques au Royaume-Uni. Ce fut la première fois depuis Bucks Fizz en 1981, qu’un représentant anglais remportait un tel succès. De même, la chanson atteignit la douzième place dans les classements américains, la meilleure position jamais obtenue par une chanson représentant le Royaume-Uni au concours. Ooh Aah… Just a Little Bit devint donc le plus grand succès commercial de l’édition 1996 et décrocha même une nomination aux Grammy Awards, au titre de « Best Dance Act ».
Le représentant autrichien, George Nussbaumer, était aveugle de naissance. Sa chanson, Weil’s dr guat got, fut la première chanson gospel à être présentée au concours.
La chanson irlandaise, The Voice, avait été composée par Brendan Graham. Celui-ci était déjà l’auteur de When (qui avait représenté l’Irlande en 1976 et terminé à la dixième place) et surtout de Rock 'n' Roll Kids, qui avait remporté la victoire en 1994, toujours pour l’Irlande.
L’un de membres du groupe suédois One More Time, Peter Grönvall, était en réalité le fils de Benny Andersson, membre du groupe ABBA qui avait remporté la victoire en 1974.

## Chefs d'orchestre
| Levent Çoker   | Ernie Dunstall       | Eduardo Leiva        | Pedro Osório    | Stavros Lantsias | Paul Abela      |
| -------------- | -------------------- | -------------------- | --------------- | ---------------- | --------------- |
| - Turquie      | - Royaume-Uni        | - Espagne            | - Portugal      | - Chypre         | - Malte         |
| Alan Bjelinski | Mischa W. Krausz     | Rui dos Reis         | Michael Rozakis | Tarmo Leinatamm  | Frode Thingnæs  |
| - Croatie      | - Autriche           | - Suisse             | - Grèce         | - Estonie        | - Norvège       |
| Fiachra Trench | Jože Privšek         | Dick Bakker          | Bob Porter      | Noel Kelehan     | Olli Ahvenlahti |
| - France       | - Slovénie           | - Pays-Bas           | - Belgique      | - Irlande        | - Finlande      |
| Ólafur Gaukur  | Wiesław Pieregorólka | Sinan Alimanović     | Juraj Burian    | Anders Berglund  |                 |
| - Islande      | - Pologne            | - Bosnie-Herzégovine | - Slovaquie     | - Suède          |                 |

À l’origine et par mesure d’économie, la télévision publique norvégienne souhaitait couper l’apparition à l’écran des chefs d’orchestre. Ceux-ci menacèrent de faire grève et obtinrent gain de cause.

## Entracte
Le spectacle d'entracte débuta par une vidéo montrant une norvégienne en costume traditionnel, chantant au sommet d’un pic enneigé. S’ensuivirent plusieurs morceaux, classiques ou contemporains, toujours interprétés par les artistes dans des paysages typiques de la Norvège.
La caméra revint ensuite sur la scène pour le ballet contemporain Beacon Burning, interprété par l'Oslo Danse Ensemble. Les danseurs furent accompagnés par des magiciens, des jongleurs et des cracheurs de feu. À la fin du ballet, la norvégienne de la vidéo apparut sur scène, pour conclure l’entracte par les mêmes notes sur lesquelles il avait débuté.

## Blue room
Pour la première fois, la production recourut à une blue room pour la procédure de vote. Il s’agissait d’un espace vide, situé à droite de la scène et entièrement tapissé de bleu. Sa décoration et les effets visuels furent créés numériquement. Ce fut la toute première réalisation en réalité virtuelle de l’histoire du concours. Le tableau de vote fut projeté en trois dimensions au centre. Les pays votant et leur porte-parole apparurent à gauche et à droite. Les seuls éléments matériels installés dans la blue room étaient deux pupitres, entre lesquels Ingvild Bryn fit un va-et-vient constant.

## Green room
La blue room bénéficia d’un retour caméra direct et permanent avec la green room. Par conséquent, tous les candidats et les délégations apparurent à l’écran.
Alors qu’Ingvild Bryn dirigeait le vote, Morten Harket circulait parmi les artistes. Il intervint à deux reprises, dans la seconde partie du vote. Tout d’abord, il parla avec le représentant autrichien, George Nussbaumer, qui était au téléphone avec sa mère. Ensuite, il chanta Norwegian Wood avec la représentante irlandaise, Eimear Quinn.

## Vote
Le vote fut décidé entièrement par un panel de jurys nationaux. Chaque jury devait attribuer 1, 2, 3, 4, 5, 6, 7, 8, 10 et 12 points à ses dix chansons préférées. Les jurys furent contactés par satellite, selon l'ordre de passage des pays participants. Les points furent énoncés dans l’ordre ascendant, de un à douze.
Les membres des jurys ayant siégé durant la présélection ne furent pas autorisés à faire partie des jurys nationaux de la finale.
La porte-parole norvégienne fut la seule à ne pas être contactée par satellite : elle délivra les points du jury norvégien sur scène, depuis la blue room. Ce fut la première fois dans l’histoire du concours qu’un porte-parole apparut sur la scène du concours.
Le superviseur délégué sur place par l'UER fut Christine Marchal-Ortiz. Elle fut la première femme à occuper cette fonction.
Après un flottement initial, la Croatie s’empara de la tête. Elle fut cependant dépassée, après le vote du jury suisse, par l’Irlande, qui mena ensuite le vote, jusqu’à la fin.

## Résultats
Ce fut la septième victoire de l’Irlande au concours. Ce fut sa quatrième victoire en cinq années, après 1992, 1993 et 1994.
L’Irlande battit ainsi son propre record de six victoires. Ce record est finalement égalé par la Suède en 2023.
Eimear Quinn reçut le trophée de la victoire des mains des membres du groupe Secret Garden, gagnant de l’année précédente. Sa victoire fut plutôt mal accueillie par le public présent dans la salle et de nombreux spectateurs quittèrent leur place avant le début de sa reprise.
La Norvège demeure toujours le seul pays à avoir terminé à la deuxième place, sans recevoir aucun "douze points"
| Ordre | Pays               | Langue         | Artiste(s)                          | Chanson                                                                | Place | Points |
| ----- | ------------------ | -------------- | ----------------------------------- | ---------------------------------------------------------------------- | ----- | ------ |
| 01    | Turquie            | Turc           | Şebnem Paker                        | Beçinsi mevsim                                                         | 12    | 57     |
| 02    | Royaume-Uni        | Anglais        | Gina G                              | Ooh Aah... Just a Little Bit                                           | 8     | 77     |
| 03    | Espagne            | Espagnol       | Antonio Carbonell                   | ¡Ay, qué deseo!                                                        | 20    | 17     |
| 04    | Portugal           | Portugais      | Lúcia Moniz                         | O meu coração não tem cor                                              | 6     | 92     |
| 05    | Chypre             | Grec           | Constantínos Christofórou           | Móno yia mas (Μόνο για μας)                                            | 9     | 72     |
| 06    | Malte              | Anglais        | Miriam Christine                    | In a Woman's Heart                                                     | 10    | 68     |
| 07    | Croatie            | Croate         | Maja Blagdan                        | Sveta ljubav                                                           | 4     | 98     |
| 08    | Autriche           | Vorarlbergeois | George Nussbaumer                   | Weil's dr guat got                                                     | 10    | 68     |
| 09    | Suisse             | Français       | Kathy Leander                       | Mon cœur l'aime                                                        | 16    | 22     |
| 10    | Grèce              | Grec           | Mariánna Efstratíou                 | Emís foráme to himóna anixiátika (Εμείς φοράμε tο χειμώνα ανοιξιάτικα) | 14    | 36     |
| 11    | Estonie            | Estonien       | Maarja-Liis Ilus & Ivo Linna        | Kaelakee hääl                                                          | 5     | 94     |
| 12    | Norvège H T        | Norvégien      | Elisabeth Andreassen                | I evighet                                                              | 2     | 114    |
| 13    | France             | Breton         | Dan Ar Braz & l'Héritage des Celtes | Diwanit bugale                                                         | 19    | 18     |
| 14    | Slovénie           | Slovène        | Regina                              | Dan najlepših sanj                                                     | 21    | 16     |
| 15    | Pays-Bas           | Néerlandais    | Maxine & Franklin Brown             | De eerste keer                                                         | 7     | 78     |
| 16    | Belgique           | Néerlandais    | Lisa del Bo                         | Liefde is een kaartspel                                                | 16    | 22     |
| 17    | Irlande            | Anglais        | Eimear Quinn                        | The Voice                                                              | 1     | 162    |
| 18    | Finlande           | Finnois        | Jasmine                             | Niin kaunis on taivas                                                  | 23    | 9      |
| 19    | Islande            | Islandais      | Anna Mjöll                          | Sjúbidú                                                                | 13    | 51     |
| 20    | Pologne            | Polonais       | Kasia Kowalska                      | Chcę znać swój grzech                                                  | 15    | 31     |
| 21    | Bosnie-Herzégovine | Bosnien        | Amila Glamočak                      | Za našu ljubav                                                         | 22    | 13     |
| 22    | Slovaquie          | Slovaque       | Marcel Palonder                     | Kým nás máš                                                            | 18    | 19     |
| 23    | Suède              | Suédois        | One More Time                       | Den vilda                                                              | 3     | 100    |

## Anciens participants
| Artiste              | Pays    | Année(s) précédente(s)                                                                          |
| -------------------- | ------- | ----------------------------------------------------------------------------------------------- |
| Elisabeth Andreassen | Norvège | 1982 (pour la Suède, comme membre de Chips), 1985 (comme membre de Bobbysocks, vainqueur), 1994 |
| Mariánna Efstratíou  | Grèce   | 1989                                                                                            |

Elisabeth Andreassen devient la troisième artiste féminine à avoir participé à quatre reprises au concours, à égalité avec Lys Assia qui a participé en 1956 avec 2 chansons, en 1957 et en 1958 et Sue Schell du trio Peter, Sue & Marc, ayant participé en 1971, 1976, 1979 et 1981. Elle demeure également l’artiste féminine la plus couronnée, ayant remporté le concours en 1985 et ayant terminé deuxième en 1996, sixième en 1994 et huitième en 1982.

## Tableau des votes
À l’issue de la procédure de vote, le tableau afficha des résultats incorrects. En effet, la porte-parole espagnole avait attribué les six points de l’Espagne, textuellement, à la « Holland » (la Hollande - en principe, en anglais, The Netherlands). Mais Ingvild Bryn et le scrutateur la comprirent mal et attribuèrent ces points à la Pologne (Poland, en anglais). L’erreur fut rectifiée après le concours : les Pays-Bas furent classés à la septième place et le Royaume-Uni, rétrogradé à la huitième.
| Drapeau de la Turquie | Drapeau du Royaume-Uni                            | Drapeau de l'Espagne | Drapeau du Portugal | Drapeau de Chypre | Drapeau de Malte | Drapeau de la Croatie | Drapeau de l'Autriche | Drapeau de la Suisse | Drapeau de la Grèce | Drapeau de l'Estonie | Drapeau de la Norvège | Drapeau de la France | Drapeau de la Slovénie | Drapeau des Pays-Bas | Drapeau de la Belgique | Drapeau de l'Irlande | Drapeau de la Finlande | Drapeau de l'Islande | Drapeau de la Pologne | Drapeau de la Bosnie-Herzégovine | Drapeau de la Slovaquie | Drapeau de la Suède | Total |    |     |
| Pays                  | Turquie                                           |                      | 6                   | 8                 | –                | –                     | 10                    | 1                    | –                   | 6                    | –                     | –                    | –                      | 4                    | –                      | 7                    | 5                      | –                    | 5                     | –                                | –                       | 5                   | –     | –  | 57  |
| Pays                  | Royaume-Uni                                       | 3                    |                     | –                 | 12               | 1                     | 6                     | 7                    | 3                   | 4                    | –                     | 2                    | –                      | 8                    | –                      | –                    | 12                     | 3                    | –                     | 4                                | –                       | –                   | 6     | 6  | 77  |
| Pays                  | Espagne                                           | –                    | –                   |                   | –                | 2                     | 5                     | 4                    | –                   | –                    | 6                     | –                    | –                      | –                    | –                      | –                    | –                      | –                    | –                     | –                                | –                       | –                   | –     | –  | 17  |
| Pays                  | Portugal                                          | 5                    | 2                   | –                 |                  | 12                    | –                     | 10                   | 1                   | 10                   | 5                     | –                    | 12                     | 5                    | –                      | 6                    | 6                      | –                    | 3                     | 10                               | –                       | 1                   | –     | 4  | 92  |
| Pays                  | Chypre                                            | –                    | 12                  | 7                 | 3                |                       | 2                     | 8                    | 2                   | 5                    | 12                    | –                    | –                      | 2                    | –                      | –                    | –                      | 1                    | 6                     | –                                | –                       | –                   | 10    | 2  | 72  |
| Pays                  | Malte                                             | 10                   | –                   | 10                | –                | –                     |                       | 12                   | –                   | –                    | 8                     | –                    | 1                      | –                    | 4                      | –                    | –                      | –                    | –                     | –                                | 6                       | –                   | 12    | 5  | 68  |
| Pays                  | Croatie                                           | 8                    | 4                   | 5                 | 10               | 8                     | 7                     |                      | –                   | 1                    | 1                     | 6                    | 7                      | –                    | 3                      | 5                    | 4                      | 6                    | –                     | 5                                | 2                       | 10                  | 5     | 1  | 98  |
| Pays                  | Autriche                                          | 4                    | –                   | –                 | 5                | –                     | 12                    | –                    |                     | –                    | 2                     | 7                    | –                      | 12                   | 1                      | –                    | –                      | 8                    | –                     | –                                | 8                       | 6                   | 3     | –  | 68  |
| Pays                  | Suisse                                            | –                    | 3                   | –                 | –                | –                     | –                     | –                    | –                   |                      | –                     | –                    | –                      | –                    | 2                      | 4                    | 2                      | 4                    | 4                     | 3                                | –                       | –                   | –     | –  | 22  |
| Pays                  | Grèce                                             | –                    | 7                   | –                 | –                | 10                    | 1                     | –                    | –                   | 2                    |                       | –                    | 3                      | –                    | –                      | 1                    | –                      | –                    | –                     | –                                | 1                       | –                   | 8     | 3  | 36  |
| Pays                  | Estonie                                           | –                    | 10                  | 4                 | –                | 7                     | –                     | –                    | 5                   | –                    | –                     |                      | 8                      | 1                    | 8                      | 3                    | –                      | 2                    | 12                    | 12                               | 10                      | –                   | –     | 12 | 94  |
| Pays                  | Norvège                                           | 2                    | 8                   | –                 | 2                | 3                     | –                     | 5                    | 8                   | 7                    | –                     | 5                    |                        | 7                    | 10                     | 10                   | 8                      | 7                    | 7                     | 8                                | 4                       | 3                   | –     | 10 | 114 |
| Pays                  | France                                            | –                    | 1                   | –                 | 1                | –                     | –                     | –                    | –                   | –                    | –                     | 3                    | 4                      |                      | –                      | –                    | 7                      | –                    | 2                     | –                                | –                       | –                   | –     | –  | 18  |
| Pays                  | Slovénie                                          | –                    | –                   | 1                 | –                | –                     | –                     | 6                    | –                   | –                    | –                     | –                    | –                      | –                    |                        | –                    | –                      | –                    | –                     | 1                                | –                       | 8                   | –     | –  | 16  |
| Pays                  | Pays-Bas                                          | 1                    | –                   | 6                 | 7                | 5                     | –                     | –                    | 12                  | 3                    | –                     | 4                    | –                      | 10                   | 5                      |                      | 1                      | 5                    | –                     | 2                                | 7                       | 2                   | –     | 8  | 78  |
| Pays                  | Belgique                                          | –                    | 5                   | 12                | –                | –                     | –                     | 2                    | –                   | –                    | –                     | 1                    | –                      | –                    | –                      | 2                    |                        | –                    | –                     | –                                | –                       | –                   | –     | –  | 22  |
| Pays                  | Irlande                                           | 12                   | –                   | –                 | 8                | 6                     | 4                     | –                    | 7                   | 12                   | 10                    | 12                   | 10                     | 6                    | 12                     | 12                   | 3                      |                      | 10                    | –                                | 12                      | 12                  | 7     | 7  | 162 |
| Pays                  | Finlande                                          | –                    | –                   | –                 | –                | –                     | –                     | –                    | –                   | –                    | –                     | –                    | 2                      | –                    | –                      | –                    | –                      | –                    |                       | 7                                | –                       | –                   | –     | –  | 9   |
| Pays                  | Islande                                           | –                    | –                   | 3                 | 6                | –                     | –                     | –                    | 6                   | –                    | 3                     | 8                    | 5                      | –                    | 6                      | –                    | –                      | 10                   | –                     |                                  | 3                       | –                   | 1     | –  | 51  |
| Pays                  | Pologne                                           | 7                    | –                   | –                 | –                | 4                     | –                     | –                    | 4                   | –                    | 7                     | –                    | –                      | –                    | –                      | –                    | –                      | –                    | –                     | –                                |                         | 7                   | 2     | –  | 31  |
| Pays                  | Bosnie-Herz.                                      | 6                    | –                   | –                 | –                | –                     | 3                     | 3                    | –                   | –                    | –                     | –                    | –                      | –                    | –                      | –                    | –                      | –                    | 1                     | –                                | –                       |                     | –     | –  | 13  |
| Pays                  | Slovaquie                                         | –                    | –                   | 2                 | –                | –                     | 8                     | –                    | –                   | –                    | 4                     | –                    | –                      | –                    | –                      | –                    | –                      | –                    | –                     | –                                | 5                       | –                   |       | –  | 19  |
| Pays                  | Suède                                             | –                    | –                   | –                 | 4                | –                     | –                     | –                    | 10                  | 8                    | –                     | 10                   | 6                      | 3                    | 7                      | 8                    | 10                     | 12                   | 8                     | 6                                | –                       | 4                   | 4     |    | 100 |
| Pays                  | Le tableau suit l'ordre de passage des candidats. |                      |                     |                   |                  |                       |                       |                      |                     |                      |                       |                      |                        |                      |                        |                      |                        |                      |                       |                                  |                         |                     |       |    |     |

## Télédiffuseurs
Pays participants
| Pays               | Télédiffuseur(s)  | Commentateur(s)                  | Porte-parole                  |
| ------------------ | ----------------- | -------------------------------- | ----------------------------- |
| Autriche           | ORF 1             | Ernst Grissemann                 | Martina Rupp                  |
| Autriche           | FM4               | Stermann & Grissemann            | Martina Rupp                  |
| Belgique           | RTBF1             | Jean-Pierre Hautier & Sandra Kim | Anne Ploegaerts               |
| Belgique           | RTBF La Première  | Alain Gerlache & Adrien Joveneau | Anne Ploegaerts               |
| Belgique           | BRTN TV1          | Michel Follet & Johan Verstreken | Anne Ploegaerts               |
| Belgique           | BRTN Radio 2      | Julien Put                       | Anne Ploegaerts               |
| Bosnie-Herzégovine | BHT               | Suad Bejtović                    | Segmedina Srna                |
| Chypre             | RIK 1             | Evi Papamichail                  | Marios Skordis                |
| Chypre             | CyBC Radio 2      | Pavlos Pavlou                    | Marios Skordis                |
| Croatie            | HRT 2             | Aleksandar Kostadinov            | Danijela Trbović              |
| Croatie            | HR 2              | Draginja Balaš                   | Danijela Trbović              |
| Espagne            | TVE1              | José Luis Uribarri               | Belén Fernández de Henestrosa |
| Estonie            | Eesti Televisioon | Jüri Pihel                       | Annika Talvik                 |
| Estonie            | Raadio 2          | Marko Reikop                     | Annika Talvik                 |
| Finlande           | YLE TV1           | Erkki Pohjanheimo & Sanna Kojo   | Solveig Herlin                |
| Finlande           | YLE Radio 1       | Aki Sirkesalo & Kati Bergman     | Solveig Herlin                |
| France             | France 2          | Olivier Minne                    | Laurent Broomhead             |
| France             | France Inter      | Laurent Boyer                    | Laurent Broomhead             |
| Grèce              | ET1               | Dáfni Bókota                     | Niki Venega                   |
| Grèce              | ERA ERT1          | Giorgos Mitropoulos              | Niki Venega                   |
| Irlande            | RTÉ1              | Pat Kenny                        | Eileen Dunne                  |
| Irlande            | RTÉ Radio 1       | Larry Gogan                      | Eileen Dunne                  |
| Islande            | Sjónvarpið        | Jakob Frímann Magnússon          | Svanhildur Konráðsdóttir      |
| Malte              | TVM               | Charles Saliba                   | Ruth Amaira                   |
| Norvège            | NRK1              | Jostein Pedersen                 | Ragnhild Sælthun Fjørtoft     |
| Norvège            | NRK P1            | Andreas Diesen                   | Ragnhild Sælthun Fjørtoft     |
| Pays-Bas           | Nederland 1       | Willem van Beusekom              | Marcha                        |
| Pays-Bas           | Radio 2           | Hijlco Span                      | Marcha                        |
| Pologne            | TVP 1             | Dorota Osman                     | Jan Chojnacki                 |
| Portugal           | RTP1              | Maria Margarida Gaspar           | Cristina Rocha                |
| Royaume-Uni        | BBC1              | Terry Wogan                      | Colin Berry                   |
| Royaume-Uni        | BBC Radio 2       | Ken Bruce                        | Colin Berry                   |
| Slovaquie          | STV1              | Juraj Čurný                      | Alena Heribanová              |
| Slovénie           | SLO1              | Miša Molk                        | Mario Galunič                 |
| Suède              | SVT1              | Björn Kjellman                   | Ulla Rundqvist                |
| Suisse             | TSR               | Pierre Grandjean                 | Yves Ménestrier               |
| Suisse             | SF DRS            | Sandra Studer                    | Yves Ménestrier               |
| Suisse             | TSI               | Joanne Holder                    | Yves Ménestrier               |
| Turquie            | TRT TV1           | Bülend Özveren                   | Ömer Önder                    |
| Turquie            | TRT Radyo 3       | Ümit Tunçağ                      | Ömer Önder                    |

Pays non qualifiés
| Pays      | Télédiffuseur(s)       | Commentateur(s)      |
| --------- | ---------------------- | -------------------- |
| Allemagne | Das Erste              | Ulf Ansorge          |
| Allemagne | Deutschlandfunk        | Thomas Mohr          |
| Danemark  | DR TV                  | Jørgen de Mylius     |
| Danemark  | DR P3                  | Camilla Miehe-Renard |
| Hongrie   | MTV2                   | István Vágó          |
| Israël    | Télévision Israélienne | pas de commentateur  |
| Macédoine | MTV 1                  | Vlado Janevski       |
| Russie    | RTR                    | Vadim Dolgachev      |